# White Iverson
«White Iverson» (с англ. — «Белый Айверсон») — дебютный сингл американского исполнителя Post Malone. Песня была выпущена 14 августа 2015 года на стриминговых сервисах на лейбле Republic Records. Вскоре сингл был включён на дебютный альбом Stoney. Изначально релиз был выпущен на SoundCloud 4 февраля 2015 года. Сингл дебютировал в Billboard Hot 100 на 14 месте чарта. В августе 2023 года песня «White Iverson» набрала 1 миллиард прослушиваний в Spotify. Дебютный сингл стал первой популярной работой, после которой Пост начал сотрудничать с Джастином Бибером и Канье Уэстом.

## История песни
Песня «White Iverson» была написана Post Malone вскоре после его переезда в Лос-Анджелес. Продюсером для «White Iverson» выступил Рэкс Кудо. Название песни было придумано в честь американского баскетболиста Аллена Айверсона. Релиз состоялся в начале феврале 2015 года на площадке SoundCloud, где песня набрала в течение месяца более миллиона прослушиваний. Это привлекло внимание со сторны лейблов, и Post Malone подписал контракт с Republic Records.
В интервью у Nardwuar Post Malone назвал «White Iverson» «единственной хорошей песней», несмотря на песни Too Young, Congratulations и Rockstar, занявшую 1-е место в американском чарте Billboard Hot 100.

### РеакцияАллена Айверсона
Когда песня «White Iverson» набрала 1 миллиард прослушиваний на платформе Spotify, Аллен Айверсон сказал, что ему нравится сингл, и для него это является большая честь быть упомянутым в этой песни. Вскоре Аллен высказал своё желание о встречи с Постом.

## Музыкальное видео
Музыкальное видео на песню «White Iverson» было опубликовано 19 июля 2015 года на канале YouTube музыканта. Видео набрало более 1 миллиарда просмотров с момента публикации на YouTube. Неоднократно в клипе появляется машина, сделанная компанией Rolls-Royce.

## Ремикс трека
Ремикс на песню «White Iverson» был выпущен 7 декабря 2015 года, в нём приняли участие French Montana и Rae Sremmurd.

## Чарты
| Чарт (2015—2017)                      | Высшая позиция |
| ------------------------------------- | -------------- |
| Канада (Billboard Canadian Hot 100)   | 41             |
| Ireland (IRMA)                        | 91             |
| Португалия (AFP)                      | 71             |
| UK Singles (OCC)                      | 117            |
| США (Billboard Hot 100)               | 14             |
| США (Billboard Hot R&B/Hip-Hop Songs) | 5              |
| США (Billboard Mainstream Top 40)     | 27             |
| США (Billboard Rhythmic)              | 1              |

| Чарт (2016)                          | Позиция |
| ------------------------------------ | ------- |
| US Billboard Hot 100                 | 65      |
| US Hot R&B/Hip-Hop Songs (Billboard) | 31      |
| US Rhythmic (Billboard)              | 29      |

## Сертификации
| Регион                                                                      | Сертификация  | Продажи    |
| --------------------------------------------------------------------------- | ------------- | ---------- |
| Бразилия (ABPD)                                                             | Золотой       | 30 000     |
| Канада (Music Canada)                                                       | 7× Платиновый | 560 000    |
| Дания (IFPI Danmark)                                                        | Платиновый    | 90 000     |
| Германия (BVMI)                                                             | Золотой       | 200 000    |
| Италия (FIMI)                                                               | Золотой       | 25 000     |
| Португалия (AFP)                                                            | Платиновый    | 20 000     |
| Великобритания (BPI)                                                        | Платиновый    | 600 000    |
| США (RIAA)                                                                  | Бриллиантовый | 10 000 000 |
| Данные о продажах + прослушиваниях приведены только на основе сертификации. |               |            |